# West-Aziatisch kampioenschap voetbal 2012
De West Asian Football Federation Championship 2012 was  de 7e editie van het West Asian Football Federation Championship . Het toernooi wordt gehouden van 8 december 2012 tot en met 20 december 2012 in Koeweit. Koeweit is de titelhouder.

## Geplaatste teams
De volgende elf teams doen mee aan het toernooi:
| WAFF-leden                         |                                                                  |                                 |
| ---------------------------------- | ---------------------------------------------------------------- | ------------------------------- |
| - Bahrein - Iran - Irak - Jordanië | - Koeweit (gastland en titelhouder) - Libanon - Oman - Palestina | - Saoedi-Arabië - Syrië - Jemen |

## Speelsteden
| Koeweit-Stad                         | Farwaniya                    |
| ------------------------------------ | ---------------------------- |
| Al-Sadaqua Walsalamstadion           | Ali Al-Salem Al-Sabahstadion |
| Capaciteit: 21.500                   | Capaciteit: 10.000           |
|                                      |                              |
| · Koeweit-Stad Al Farwaniyah Koeweit |                              |

## Groepsfase
De drie groepswinnaars plus de beste nummer 2 plaatsen zich voor de halve finales.

### Groep A
| Land      | Gsp | Win | Gel | Ver | DV | DT | +/− | Pnt |
| --------- | --- | --- | --- | --- | -- | -- | --- | --- |
| Oman      | 3   | 2   | 0   | 1   | 4  | 2  | +2  | 6   |
| Koeweit   | 3   | 1   | 0   | 2   | 4  | 4  | 0   | 3   |
| Palestina | 3   | 1   | 0   | 2   | 3  | 4  | –1  | 3   |
| Libanon   | 3   | 1   | 0   | 2   | 2  | 3  | –1  | 3   |

|                                                  |                               |                  |              | |
| 8 december 2012 «onderlinge duels» 17:25 (UTC+3) | Koeweit                       | 2 – 1            | Palestina    | Al-Sadaqua Walsalamstadion, Koeweit-Stad Toeschouwers: 1.500 Scheidsrechter: Ali Sabah Adday Al-Qaysi |
| 8 december 2012 «onderlinge duels» 17:25 (UTC+3) | Nasser 2' Al-Mutawa 6' (pen.) | Wedstrijdverslag | Nu'man 45+1' | Al-Sadaqua Walsalamstadion, Koeweit-Stad Toeschouwers: 1.500 Scheidsrechter: Ali Sabah Adday Al-Qaysi |

|                                                  |      |                  |            | |
| 8 december 2012 «onderlinge duels» 19:30 (UTC+3) | Oman | 0 – 1            | Libanon    | Ali Al-Salem Al-Sabahstadion, Al Farwaniyah Toeschouwers: 2.000 Scheidsrechter: Abdulla Hassan Mohamed |
| 8 december 2012 «onderlinge duels» 19:30 (UTC+3) |      | Wedstrijdverslag | Haidar 11' | Ali Al-Salem Al-Sabahstadion, Al Farwaniyah Toeschouwers: 2.000 Scheidsrechter: Abdulla Hassan Mohamed |

|                                                   |         |                  |                  |                                                                                                |
| 11 december 2012 «onderlinge duels» 17:25 (UTC+3) | Koeweit | 0 – 2            | Oman             | Al-Sadaqua Walsalamstadion, Koeweit-Stad Toeschouwers: 1.400 Scheidsrechter: Nasser Al-Ghafari |
| 11 december 2012 «onderlinge duels» 17:25 (UTC+3) |         | Wedstrijdverslag | Qasim 36', 45+2' | Al-Sadaqua Walsalamstadion, Koeweit-Stad Toeschouwers: 1.400 Scheidsrechter: Nasser Al-Ghafari |

|                                                   |         |                  |                |                                                                                              |
| 11 december 2012 «onderlinge duels» 19:30 (UTC+3) | Libanon | 0 – 1            | Palestina      | Ali Al-Salem Al-Sabahstadion, Al Farwaniyah Toeschouwers: 2.000 Scheidsrechter: Ko Hyung-jin |
| 11 december 2012 «onderlinge duels» 19:30 (UTC+3) |         | Wedstrijdverslag | Abugharqud 74' | Ali Al-Salem Al-Sabahstadion, Al Farwaniyah Toeschouwers: 2.000 Scheidsrechter: Ko Hyung-jin |

|                                                   |                      |                  |          | |
| 14 december 2012 «onderlinge duels» 17:25 (UTC+3) | Koeweit              | 2 – 1            | Libanon  | Al-Sadaqua Walsalamstadion, Koeweit-Stad Toeschouwers: 4.000 Scheidsrechter: Ali Sabah Adday Al-Qaysi |
| 14 december 2012 «onderlinge duels» 17:25 (UTC+3) | Nasser 8' Khamis 79' | Wedstrijdverslag | Atwi 61' | Al-Sadaqua Walsalamstadion, Koeweit-Stad Toeschouwers: 4.000 Scheidsrechter: Ali Sabah Adday Al-Qaysi |

|                                                   |                        |                  |            |                                                                                           |
| 14 december 2012 «onderlinge duels» 17:25 (UTC+3) | Oman                   | 2 – 1            | Palestina  | Ali Al-Salem Al-Sabahstadion, Al Farwaniyah Toeschouwers: 500 Scheidsrechter: Minoru Tojo |
| 14 december 2012 «onderlinge duels» 17:25 (UTC+3) | Al-Seyabi 5' Qasim 34' | Wedstrijdverslag | Zatara 40' | Ali Al-Salem Al-Sabahstadion, Al Farwaniyah Toeschouwers: 500 Scheidsrechter: Minoru Tojo |

### Groep B
| Land          | Gsp | Win | Gel | Ver | DV | DT | +/− | Pnt |
| ------------- | --- | --- | --- | --- | -- | -- | --- | --- |
| Bahrein       | 3   | 2   | 1   | 0   | 2  | 0  | +2  | 7   |
| Iran          | 3   | 1   | 2   | 0   | 2  | 1  | +1  | 5   |
| Saoedi-Arabië | 3   | 1   | 1   | 1   | 1  | 1  | 0   | 4   |
| Jemen         | 3   | 0   | 0   | 3   | 1  | 4  | –3  | 0   |

|                                                  |                  |       |               |                                                                                          |
| 9 december 2012 «onderlinge duels» 17:25 (UTC+3) | Iran             | 0 – 0 | Saoedi-Arabië | Al-Sadaqua Walsalamstadion, Koeweit-Stad Toeschouwers: 1.200 Scheidsrechter: Minoru Tojo |
| 9 december 2012 «onderlinge duels» 17:25 (UTC+3) | Wedstrijdverslag |       |               | Al-Sadaqua Walsalamstadion, Koeweit-Stad Toeschouwers: 1.200 Scheidsrechter: Minoru Tojo |

|                                                  |                |                  |       |                                                                                           |
| 9 december 2012 «onderlinge duels» 19:30 (UTC+3) | Bahrein        | 1 – 0            | Jemen | Ali Al-Salem Al-Sabahstadion, Al Farwaniyah Toeschouwers: 150 Scheidsrechter: Ali Sabbagh |
| 9 december 2012 «onderlinge duels» 19:30 (UTC+3) | Okwunwanne 87' | Wedstrijdverslag |       | Ali Al-Salem Al-Sabahstadion, Al Farwaniyah Toeschouwers: 150 Scheidsrechter: Ali Sabbagh |

|                                                   |                  |       |         |                                                                                               |
| 12 december 2012 «onderlinge duels» 17:25 (UTC+3) | Iran             | 0 – 0 | Bahrein | Al-Sadaqua Walsalamstadion, Koeweit-Stad Toeschouwers: 1.000 Scheidsrechter: Banjar Al-Dosari |
| 12 december 2012 «onderlinge duels» 17:25 (UTC+3) | Wedstrijdverslag |       |         | Al-Sadaqua Walsalamstadion, Koeweit-Stad Toeschouwers: 1.000 Scheidsrechter: Banjar Al-Dosari |

|                                                   |       |                  |               |                                                                                                  |
| 12 december 2012 «onderlinge duels» 19:30 (UTC+3) | Jemen | 0 – 1            | Saoedi-Arabië | Ali Al-Salem Al-Sabahstadion, Al Farwaniyah Toeschouwers: 1.000 Scheidsrechter: Masoud Tufaylieh |
| 12 december 2012 «onderlinge duels» 19:30 (UTC+3) |       | Wedstrijdverslag | Otaif 39'     | Ali Al-Salem Al-Sabahstadion, Al Farwaniyah Toeschouwers: 1.000 Scheidsrechter: Masoud Tufaylieh |

|                                                   |                          |                  |                 |                                                                                        |
| 15 december 2012 «onderlinge duels» 17:25 (UTC+3) | Iran                     | 2 – 1            | Jemen           | Al-Sadaqua Walsalamstadion, Koeweit-Stad Toeschouwers: 500 Scheidsrechter: Ali Sabbagh |
| 15 december 2012 «onderlinge duels» 17:25 (UTC+3) | O. Nazari 41' Karimi 53' | Wedstrijdverslag | Al-Worafi 45+1' | Al-Sadaqua Walsalamstadion, Koeweit-Stad Toeschouwers: 500 Scheidsrechter: Ali Sabbagh |

|                                                   |                |                  |               |                                                                                                 |
| 15 december 2012 «onderlinge duels» 17:25 (UTC+3) | Bahrein        | 1 – 0            | Saoedi-Arabië | Ali Al-Salem Al-Sabahstadion, Al Farwaniyah Toeschouwers: 200 Scheidsrechter: Nasser Al-Ghafari |
| 15 december 2012 «onderlinge duels» 17:25 (UTC+3) | Okwunwanne 77' | Wedstrijdverslag |               | Ali Al-Salem Al-Sabahstadion, Al Farwaniyah Toeschouwers: 200 Scheidsrechter: Nasser Al-Ghafari |

### Groep C
| Land     | Gsp | Win | Gel | Ver | DV | DT | +/− | Pnt |
| -------- | --- | --- | --- | --- | -- | -- | --- | --- |
| Syrië    | 2   | 1   | 1   | 0   | 3  | 2  | +1  | 4   |
| Irak     | 2   | 1   | 1   | 0   | 2  | 1  | +1  | 4   |
| Jordanië | 2   | 0   | 0   | 2   | 1  | 3  | –2  | 0   |

|                                                   |           |                  |          |                                                                                            |
| 10 december 2012 «onderlinge duels» 17:25 (UTC+3) | Irak      | 1 – 0            | Jordanië | Ali Al-Salem Al-Sabahstadion, Al Farwaniyah Toeschouwers: 1.600 Scheidsrechter: Ali Shaban |
| 10 december 2012 «onderlinge duels» 17:25 (UTC+3) | Ahmad 62' | Wedstrijdverslag |          | Ali Al-Salem Al-Sabahstadion, Al Farwaniyah Toeschouwers: 1.600 Scheidsrechter: Ali Shaban |

|                                                   |                     |                  |              | |
| 13 december 2012 «onderlinge duels» 17:25 (UTC+3) | Irak                | 1 – 1            | Syrië        | Al-Sadaqua Walsalamstadion, Koeweit-Stad Toeschouwers: 1.300 Scheidsrechter: Mohammed Abdulla Hassan Mohamed |
| 13 december 2012 «onderlinge duels» 17:25 (UTC+3) | Al Masri 11' (e.d.) | Wedstrijdverslag | Al Douni 48' | Al-Sadaqua Walsalamstadion, Koeweit-Stad Toeschouwers: 1.300 Scheidsrechter: Mohammed Abdulla Hassan Mohamed |

|                                                   |                 |                  |                   |                                                                                           |
| 16 december 2012 «onderlinge duels» 17:25 (UTC+3) | Jordanië        | 1 – 2            | Syrië             | Al-Sadaqua Walsalamstadion, Koeweit-Stad Toeschouwers: 3.000 Scheidsrechter: Ko Hyung-jin |
| 16 december 2012 «onderlinge duels» 17:25 (UTC+3) | Bani Attiah 22' | Wedstrijdverslag | Al Douni 62', 82' | Al-Sadaqua Walsalamstadion, Koeweit-Stad Toeschouwers: 3.000 Scheidsrechter: Ko Hyung-jin |

## Knockoutfase
|  | halve finale               | halve finale            |   |                         | finale                     | finale |
|  |                            |                         |   |                         |                            |        |
|  | 18 december – Koeweit-Stad |                         |   |                         |                            |        |
|  | Oman                       | 0                       |   |                         |                            |        |
|  | Irak                       | 2                       |   |                         |                            |        |
|  |                            |                         |   |                         |                            |        |
|  |                            |                         |   |                         | 20 december – Koeweit-Stad |        |
|  |                            |                         |   |                         | Irak                       | 0      |
|  |                            | Syrië                   | 1 |                         |                            |        |
|  |                            |                         |   |                         |                            |        |
|  |                            |                         |   |                         | derde plaats               |        |
|  | 18 december – Farwaniya    | 18 december – Farwaniya |   | 20 december – Farwaniya | 20 december – Farwaniya    |        |
|  | Bahrein                    | 1 (2)                   |   | Oman                    | 1                          |        |
|  | Syrië                      | 1 (3)                   |   |                         | Bahrein                    | 0      |

### Halve finales
|                                                   |      |                  |                          | |
| 18 december 2012 «onderlinge duels» 17:30 (UTC+3) | Oman | 0 – 2            | Irak                     | Ali Al-Salem Al-Sabahstadion, Al Farwaniyah Toeschouwers: 500 Scheidsrechter: Abdulla Hassan Mohamed |
| 18 december 2012 «onderlinge duels» 17:30 (UTC+3) |      | Wedstrijdverslag | Radhi 6' Ahmed Yasin 39' | Ali Al-Salem Al-Sabahstadion, Al Farwaniyah Toeschouwers: 500 Scheidsrechter: Abdulla Hassan Mohamed |

|                                                   |                                   |                  |                                    |                                                                                         |
| 18 december 2012 «onderlinge duels» 19:30 (UTC+3) | Bahrein                           | 1 – 1            | Syrië                              | Al-Sadaqua Walsalamstadion, Koeweit-Stad Toeschouwers: 6.000 Scheidsrechter: Ali Shaban |
| 18 december 2012 «onderlinge duels» 19:30 (UTC+3) | Al Safi 67'                       | Wedstrijdverslag | Al Douni 72'                       | Al-Sadaqua Walsalamstadion, Koeweit-Stad Toeschouwers: 6.000 Scheidsrechter: Ali Shaban |
| 18 december 2012 «onderlinge duels» 19:30 (UTC+3) | Strafschoppen                     |                  |                                    | Al-Sadaqua Walsalamstadion, Koeweit-Stad Toeschouwers: 6.000 Scheidsrechter: Ali Shaban |
| 18 december 2012 «onderlinge duels» 19:30 (UTC+3) | Husain Moosa Saad Al Alawi Salman | 2 – 3            | Jafal Salih Habib Khadouj Al Douni | Al-Sadaqua Walsalamstadion, Koeweit-Stad Toeschouwers: 6.000 Scheidsrechter: Ali Shaban |

### Troostfinale
|                                                   |           |                  |         |                                                                                                |
| 20 december 2012 «onderlinge duels» 16:10 (UTC+3) | Oman      | 1 – 0            | Bahrein | Ali Al-Salem Al-Sabahstadion, Al Farwaniyah Toeschouwers: 100 Scheidsrechter: Banjar Al-Dosari |
| 20 december 2012 «onderlinge duels» 16:10 (UTC+3) | Qasim 68' | Wedstrijdverslag |         | Ali Al-Salem Al-Sabahstadion, Al Farwaniyah Toeschouwers: 100 Scheidsrechter: Banjar Al-Dosari |

### Finale
|                                                   |      |                  |              |                                                                                          |
| 20 december 2012 «onderlinge duels» 18:45 (UTC+3) | Irak | 0 – 1            | Syrië        | Al-Sadaqua Walsalamstadion, Koeweit-Stad Toeschouwers: 5.000 Scheidsrechter: Minoru Tojo |
| 20 december 2012 «onderlinge duels» 18:45 (UTC+3) |      | Wedstrijdverslag | Al Salih 74' | Al-Sadaqua Walsalamstadion, Koeweit-Stad Toeschouwers: 5.000 Scheidsrechter: Minoru Tojo |

| West-Aziatisch kampioenschap Winnaar 2012 |
| ----------------------------------------- |
|                                           |
| SYRIË 1ste titel                          |

## Doelpuntenmakers
4 doelpunten
- Ahmad Al Douni
- Qasim Said

2 doelpunten
- Jaycee Okwunwanne
- Yousef Nasser

1 doelpunt
- Abdulwahab Al Safi
- Yaghoub Karimi
- Omid Nazari
- Hammadi Ahmad
- Amjad Radhi
- Ahmed Yasin

- Khalil Bani Attiah
- Bader Al-Mutawa
- Abdulhadi Khamis
- Abbas Atwi
- Adnan Haidar
- Mohammed Al Seyabi

- Eyad Abugharqud
- Ashraf Nu'man
- Imad Zatara
- Ahmed Otaif
- Ahmad Al Salih

Eigen doelpunt
- Hamdi Al Masri (Tegen Irak)